# Budapester Philharmonisches Orchester

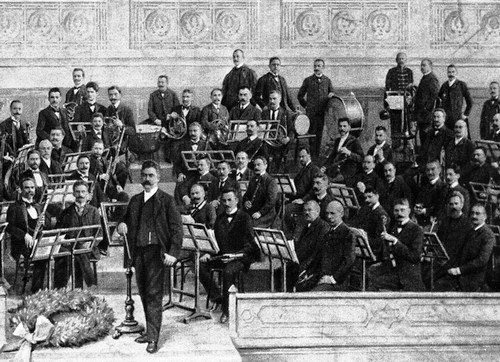
Budapester Philharmoniker (um 1905), mit Dirigent István Kerner

Das Budapester Philharmonische Orchester (ungarisch: Budapesti Filharmóniai Társaság Zenekara) ist das älteste ungarische Orchester. Die Budapester Philharmoniker wurden nach dem Vorbild des Wiener Orchesters 1853 durch Ferenc Erkel durch eine Philharmonische Gesellschaft gegründet, mit dem Ziel, sich ungarischen Komponisten wie Erkel, Liszt, Goldmark, Dohnányi, Bartók, Kodály, Weiner, Kadosa und Szokolay zu widmen. Seit 2014 leitet Pinchas Steinberg das Orchester. Standort ist am Haus der Ungarischen Staatsoper.

## Dirigenten
- 1853–1871: Ferenc Erkel
- 1875–1900: Sándor Erkel
- 1900–1918: István Kerner
- 1919–1944: Ernő Dohnányi
- 1960–1967: János Ferencsik
- 1967–1986: András Kórodi
- 1989–1994: Erich Bergel
- 1997–2005: Rico Saccani
- 2011–2014: György Győriványi Ráth
- seit 2014: Pinchas Steinberg